# Vakabajasi Maszatosi
Vakabajasi Maszatosi (Hepburn-átírás szerint Wakabayashi Masatoshi, japánul 若林正俊) (Sinonoi, 1934. július 4. – Tokió, 2023. november 11.) japán politikus, a Fukuda-kormány tagjaként Japán korábbi mezőgazdasági, erdészeti és halászati minisztere. Azután nevezték ki, miután Macuoka Tosikacu előző miniszter öngyilkosságot követett el, két utódja pedig korrupciós botrányok miatt lemondásra kényszerült. Vakabajasi a Liberális Demokrata Párt, azon belül a Macsimura tagja. Nagano prefektúra első választókerületében tevékenykedik.

## Pályafutása
Tanulmányait Japánban, a Tokiói Egyetem jogi karán végezte. 1957 áprilisában belépett a Mezőgazdasági, Erdészeti és Halászati Minisztériumba (ennek egészen 1983 januárjáig volt tagja). 1981 júliusában a Mezőgazdasági Minisztériumban az Általános Ügyek Bizottságának vezetésével bízták meg, és még ezen év decemberében a Japán országgyűlés Képviselőházának tagjává is megválasztották. 1994 júliusában a Liberális Demokrata Párt Közlekedési Bizottságának elnökének nevezték ki. 
Három választási időszak után, 1996-ban, elvesztette a választásokat a Képviselőházba. 1998 júliusában a Tanácsosok Házába jelöltette magát, és ennek tagjává meg is választották. 1999 augusztusában a felsőházban a Mezőgazdasági, Erdészeti és Halászati Bizottság, 2001 szeptemberében a Pénzügyi Bizottság, 2003 májusában a Rendkívüli Adatvédelmi Bizottság, 2004 júliusában a Fegyelmi Bizottság vezetője lett. 2004 júliusában ismét megválasztották a Tanácsosok Házának tagjává. Mori Josiró és Koizumi Dzsunicsiró miniszterelnökök kormányában egyaránt a pénzügyminiszter helyettesi pozícióját töltötte be. 2005 novemberében a Választási Kutatóbizottság és az Alkotmányi Bizottság ügyvezető igazgatója lett pártján belül. 
A környezetvédelmi miniszter és globális környezetvédelmi problémák felügyelő minisztere pozíciót 2006. szeptember 26-a és 2007. augusztus 27-e között töltötte be. 2007. augusztus 1-jén, Akagi Norihiko lemondása után mezőgazdasági miniszternek nevezték ki, így csaknem egy hónapon keresztül két miniszteri tisztség viselője volt. Abe miniszterelnök kormányátalakítása után mezőgazdasági miniszteri pozíciót kapott. Abe Sinzó miniszterelnök lemondása után az új kormányfő, Fukuda Jaszuo kormányában mezőgazdasági miniszter lett. Ezt a tisztséget 2007. szeptember 4-e óta viseli.
Környezetvédelmi miniszterként Vakabajasi szerette volna növelni a bio-üzemanyagok kihasználtáságát, a japán társadalomban környezetbarát életmódot kívánta kialakítani, meg akarta szüntetni az illegális szemétlerakókat és Japánt a környezetvédelmi világpolitika vezető államává szerette volna tenni. Mikio Aoki, aki a Liberális Demokrata Párt tagja és Mori Josiró kormányzása alatt államtiktár volt, többször bírálta Vakabajasit az ellenzékkel szembeni enyhe magatartásával.
Vakabajasi otthonában kertészkedéssel tölti szabadidejét.